# PREMIUM BOX
PREMIUM BOXは、MONKEY MAJIKが通販限定で販売したCD。
CD+DVDのみの形態での販売だった。

## 概要
- 1曲目『All my life』は『eastview』に同曲が収録されているが、一部日本語詞になっている。
- 『All my life』,『Waiting For The Right Time』は後に全国流通版ベスト・アルバム・『BEST 2000-2005』に収録された。

- DVDに収録されている『すぐちかく・Lily・ガリレオ』のPVは、2024年現在YouTube等の動画配信サービスに投稿されていないため、本作と『MONKEY MAJIK MUSIC VIDEO BEST』の2作にしか収録されていない。

## 収録曲
1. All my life
2. Take off your clothes
3. Waiting For The Right Time